# Организация на американските държави
Организацията на американските държави (OAS на английски; OEA на останалите три официални езика) е международна организация със седалище във Вашингтон, САЩ. Тя обединява всички 35 независими страни от Северна и Южна Америка
За своето функциониране организацията използва четири официални езика – английски, френски, португалски и испански.

## История
Идеята за по-близко обединение в полукълбото на Америка за първи път е поставена на преден план от Симон Боливар. През 1826 г. на Конгреса в Панама (събрание, организирано от Боливар, за да обедини новите републики в Латинска Америка в разработването на единна политика по отношение на Испания) той предлага създаването на лига на Американските републики, с обща войска, наднационално парламентарно събрание и пакт за взаимна защита. На тази среща присъстват представители на Велика Колумбия, Перу, Мексико и Обединените провинции на Централна Америка, но само Велика Колумбия в крайна сметка ратифицира гръмко-озаглавения „Договор за Съюз, Лига и Вечна конфедерация“. Скоро мечтата на Боливар потъва с избухването на гражданската война във Велика Колумбия, разединението на Централна Америка. В младите, независими републики в Америка националните проблеми и перспективи изместват континенталните. Мечтата на Боливар за обединена Америка има за цел да обедини народите в Латинска Америка срещу Империал господство на външни сили.
През 1889 – 90 г., по време на Първата международна конференция на Американските държави, стремежът към регионално сътрудничество и солидарност отново излиза на преден план. Събрани на едно място във Вашингтон, 18 нации решават да основат Международен съюз на Американските републики, обслужван от постоянен секретариат, наречен Търговско бюро на Американските републики (през 1901 – 02, по време на Втората международна конференция, е преименувано на Международно търговско бюро). Тези два органа, съществуващи от 1890 г., представляват отправната точка, в която се коренят основите на днешните ОАС и Генералния секретариат на организацията.
На четвъртата Международна конференция на Американските държави (Буенос Айрес, 1910 г.) името на организацията е променено на Съюз на Американските републики”, а Бюрото се превръща в Пан-американски съюз. Сградата на Пан-американския съюз е построена през 1910 г.
Франклин Делано Рузвелт организира междуамериканска конференция в Буенос Айрес. Една от точките на тази конференция е Обществото на народите на двете Америки – идея, предложена от Колумбия, Гватемала и Доминиканската република. По време на следващата междуамериканска конференция за опазване на мира 21 нации дават гаранция, че ще останат неутрални в случай на конфликт между които и да било от членовете. Опитът от Втората световна война, убеждава правителствата от Западното полукълбо, че едностранното действие не би могло да осигури териториалната цялост на Американските нации в случай на извънконтинентална агресия. В тази връзка и за да посрещнат предизвикателствата на глобален конфликт в поствоенния свят и за да задържат конфликтите вътре в другото полукълбо, те приемата система за колективна сигурност – Междуамерикански договор за реципрочна помощ (Договорът от Рио), подписан през 1947 г. в Рио де Жанейро.
Деветата международна конференция на Американските държави е ръководена от Държавния секретар на САЩ Джордж Маршал и се провежда през март-май 1948 г. в Богота. Резултатът от тази среща е постигнатата гаранция от всички членове да се борят срещу комунизма в Америка. Това е събитието, което поставя началото на днешната Организация на американските държави (OAS). На 30 април 1948 г., 21 американски държави подписват Устава на Организацията на американските държави (в действие от декември 1951 г.). По време на срещата е приета и американската Декларация за правата и задълженията на човека – първият в света инструмент на основните права на човека. Така Богота се превръща в отправна точка в развитието на Организацията на американските държави.
Преминаването от Пан-американския съзюз към OAS става гладко и безпроблемно. Главният директор на предшестващата организация, Алберто Йерас Камарго (Alberto Lleras Camargo), става първият Генерален секретар на новата. Настоящият Генерален секретар е бившият чилийски външен министър Хосе Мигел Инсулза.
От подписването на Устава на OAS по-важните крайъгълни камъни в историята ѝ са:
- 1959 г.: Създаването на Междуамериканска комисия за човешките права.
- 1961 г.: Подписан е Уставът от Пунта дел Есте, с който се основава Алиансът на прогреса.
- 1962 г.: OAS временно прекратява членството на Куба.
- 1969 г.: Подписва се Американската конвенция за правата (влиза в сила от 1978 г.)
- 1970 г.: Генералната асамблея на ОАS e установена като Върховен орган за взимане на решения.
- 1979 г.: Създава се Междуамериканския съд за правата на човека.
- 1991 г.: Приета е резолюция 1080, според която, в случай на държавен преврат в някоя от страните членки, в рамките на 10 дни Генералният секретар трябва да свика Постоянния съвет.
- 1994 г.: Провежда се първата Конференция на високо равнище на Северна и Южна Америка, на която е взето решение до 2005 г. да се установят зони на свободна търговия в двете Америки.
- 2001 г.: Приет е Междуамериканският демократичен устав.
- 2009 г.: OAS отменя отстраняването на Куба от 1962 г.
- 2011 г.: Със завръщането на Мануел Зелайя от изгнание, OAS вдига забраната над Хондурас.

## Цели и намерения
Според Член 1 от Устава, целта на нациите-членки при създаването на OAS е „да постигнат установяване на мир и справедливост, да поддържат единството, да заздравят сътрудничеството помежду си, да защитават суверенитетите си, териториалната си цялост и независимостта си.“
Член 2 очертава осем основни цели:
- Да заздрави мира и сигурността на континента;
- Да разпространява и заздравява представителната демокрация с подобаващо уважение към принципите за ненамеса;
- Да предотвратява възможно пораждане на затруднения и да осигурява мирното уреждане на спорове, които биха могли да възникнат между държавите членки;
- Да осигурява общи действия в подкрепа на държави, подложени на агресия;
- Да търси решения на политически, юридически и икономически проблеми, които биха могли да се появят;
- Да съдейства, чрез общи действия, за икономическото, социалното и културното развитие на държавите членки;
- Да премахне крайната бедност, която представлява пречка пред пълното демократично развитие на всички жители на континента;
- Да постигне действително ограничаване на конвенционалните оръжия, което би направило възможно отделянето на голямо количество ресурси за икономическото и социалното развитие на държавите членки.

През 90-те години с края на Студената война, завръщането на демокрацията в Латинска Америка и развитието на глобализацията, OAS полага големи усилия да се впише в новата среда.
Заявените ѝ приоритети вече включват:
- Заздравяване на демокрацията: между 1962 г. и 2002 г. организацията изпраща мултинационални наблюдаващи мисии да следят за провеждането на честни и свободни избори в повече от 100 случая в държавите членки. Освен това OAS работи и за заздравяване на националните и местните правителства, както и на изборните агенции, да повишава демократичните практики и ценности, както и да помага на страните да откриват и обезвреждат корупцията в администрацията.
- Да работи за мира: Специални мисии на OAS подкрепят мирните процеси в Никарагуа, Хаити, Суринам и Гватемала. Организацията изиграва и водеща роля в обезвреждането на мини, разположени в Америка и води преговори за разрешаване на останалите континентални гранични спорове (Гватемала-Белиз и Перу-Еквадор). В ход е и работата ѝ по изграждане на общ между-американски фронт за борба с тероризма;
- Защита на човешките права: Агенциите на между-американската система за защита на човешките права осигуряват съдебни процедури за осъждането и произнасянето по индивидуални случаи на нарушаване на човешките права. Също така те наблюдават и изготвят доклади за състоянието на основните човешки права в държавите членки.
- Насърчаване на свободната търговия: OAS е една от трите институции, които са ангажирани с изготвянето на договор, целящ създаването на континентална зона от Аляска до Тиера дел Фуего за свободна търговия.
- Да се бори с търговията на наркотици: През 1986 г. е създадена Между-американска комисия за контрол на злоупотребата с наркотици. Нейната цел е да координира усилията и трансграничното сътрудничество в тази област.
- Насърчаване на устойчивото развитие: Целта на Между-американската комисия за цялостно развитие към OAS е да съдейства за икономическото развитие и да се бори с бедността. Програмите за техническо сътрудничество на ОАS са насочени към области като управление на речните басейни, съхраняване на биоразнообразието, опазване на културното разнообразие, предвиждане на глобалните климатични промени, устойчив туризъм и ограничаване на природните катастрофи.

## Организационна структура
Основните органи на OAS са Генерален секретариат, Постоянен съвет, Между-американска комисия за цялостно развитие, както и няколко комисии като:
- Комисията по правни и политически въпроси
- Комисията по административни и бюджетни въпроси
- Комисия по сигурността на западното полукълбо
- Комисия за между-американски срещи на високо равнище за управление и участие на гражданското общество в дейностите на OAS

Генералният секретариат на OAS се състои от шест секретариата:
- Секретариат по политически въпроси
- Изпълнителен секретариат по цялостно развитие
- Административен и финансов секретариат
- Секретариат занимаващ се с различните аспекти на сигурностт
- Секретариат по правни въпроси
- Секретариат по външни отношения

## Държави членки
Организацията е създадена на 5 май 1948 година от 21 държави:
- Аржентина
- Боливия
- Бразилия
- Чили
- Колумбия
- Коста Рика
- Куба
- Доминиканска република
- Еквадор
- Салвадор
- Гватемала
- Хаити
- Хондурас
- Мексико
- Никарагуа
- Панама
- Парагвай
- Перу
- САЩ
- Уругвай
- Венецуела

По-късно се присъединяват:
- Барбадос (държава членка от 1967)
- Тринидад и Тобаго (1967)
- Ямайка (1969)
- Гренада (1975)
- Суринам (1977)
- Доминика (1979)
- Сейнт Лусия (1979)
- Антигуа и Барбуда (1981)
- Сейнт Винсент и Гренадини (1981)
- Бахамски острови (1982)
- Сейнт Китс и Невис (1984)
- Канада (1990)
- Белиз (1991)
- Гвиана (1991)

### Канада и OAS
Въпреки че през 1931 г. Канада получава известна независимост от Великобритания в своята външна политика, тя предпочита да не се присъедини към OAS при учредяването на организацията, независимо от близките си отношения с Щатите.
На 2 февруари 1972 г. Канада става постоянен наблюдател в OAS. На 13 ноември 1989 г. тя подписва Устава на Организацията на американските държави, и на 8 януари 1990 г. това решение е ратифицирано.
През 2004 – 2005 г. Канада е вторият по големина дарител в OAS с годишна вноска, представляваща 12,36% от редовния бюджет на OAS (9,2 милиона долара) и с допълнителни 9 милиона канадски долара доброволни контрибуции към специфични проекти. Малко след като става пълноправен член, Канада бива в основата на създаването на Съюз за поддържане на демокрацията, който предоставя подкрепа за укрепването и консолидацията на демократичните процеси сред държавите членки на OAS.

### Статут на Куба
Според решение, прието на Осмата среща за консултации, проведена на 31 януари 1962 г. в Уругвай, настоящото управление на Куба било изключено от участие в Организацията. Решението е прието с 14 гласа „за“, един „против“ (Куба) и шест „въздържал се“ (Аржентина, Боливия, Чили, Еквадор и Мексико). Дейставщата част от решението гласи следното:

1. Принадлежността на който и да е член на Организацията на американските държави към марксизма-ленинизма е несъвместимо с между-американската система и присъединяването на такова правителство към комунистическия блок нарушава единството и сплотеността на континента.

2. Настоящото правителство на Куба, което официално се идентифицира като правителство на марксизма-ленинизма, е несъвместимо с принципите и целите на между-американската система.

3. Тази несъвместимост изключва правителството на Куба от участие във вътрешно-американската система.
Технически, това означава, че кубинската нация била все още държава членка, но на настоящото правителство е отнето правото на представителство и присъствие в срещите, както и на участие в дейностите на организацията. Позицията на OAS е, че въпреки замразяването на членството ѝ, Куба следва да продъжи да носи задълженията си според Устава, Американската декларация за правата и задълженията на човек и др. Например, Между-американската комисия за правата на човека продължава да публикува доклади за зачитането на човешките права в Куба и да изслушва отделни случаи с участието на кубински граждани. От време на време обаче тази позиция била поставяна под въпрос от други държави членки.
Позицията на Куба е заявена в официална нота, изпратена на 4 ноември 1964 г. от министъра на външните работри д-р Раул Роа, до Организацията „просто като знак на уважение“: Куба е изключена произволно... Организацията на американските държави няма никаква правна, политическа или морална юрисдикция, нито компетенция над държава, която незаконно е лишена от правомощия.“
Повторното включване на Куба като активен член редовно се повдига като тема на между-американската система (например, този въпрос е повдигнат през 1998 г. от напускащия амбасадор на Мексико), но повечето наблюдатели не виждат това като сериозна възможност, докато текущото управление е на власт.
От 1960 г. насам, кубинската администрация неведнъж е характеризирала OAS като „Министерството на колониите“ на Съединените щати. На 6 май 2005 г., президентът Фидел Кастро повтаря за пореден път, че островната нация няма да бъде „част от позорна институция, която единствено унижава честта на латиноамериканските народи“. След наскорошното оттегляне на Фидел Кастро и възкачването на власт на неговия брат Раул, тази официална позиция е затвърдена. Поради изключването на Куба, венецуелският президент Уго Чавес обещава да наложи вето на всяка заключителна декларация от Срещата на върха на двете Америки за 2009 г.
На 17 април 2009 г., след размяната на топли думи между американския президент Барак Обама и кубинския лидер Раул Кастро, Генералният секретар на OAS Хосе Мигел Инсулза казва, че на Генералната асамблея за 2009 г. ще помоли за анулиране на резолюцията от 1962 за изключването на Куба.
На 3 юни 2009 г., министрите на външните работи се събират в Хондурас за 39-а Генерална асамблея на OAS. По време на срещата е гласувано вдигането на суспендирането на Куба от OAS. В продължение на седмици Съединените щати оказват натиск върху OAS да постави следването на демократичните принципи и зачитането на човешките права като условие пред Куба за повторното ѝ приемане в континенталната група. Еквадорският министър на външните работи Фандер Фалкони отказва да се поставят подобни условия. Фалкони заявява: „Това е ново предложение, което не съдържа никакви условия. Това отстраняване бе направено по време на Студената война, в полемиката на Студената война. Това, което направихме тук, е поправянето на историческа грешка“. В края на Генералната асамблея отстраняването е премахнато, но за да бъде приета обратно Куба, трябва да се съгласи с всички договори, подписани от държавите членки, включително и Между-американския демократичен устав от 2001 г.

### Суспендиране на Хондурас
На 5 юли 2009 г. в полунощ Хондурас е единодушно временно отстранен, след което на 28 юни последва и изключването на президента Мануел Зелая.
В действителност обаче часове по-рано правителството на Хондурас е обявило напускането на OAS, но това не е взето под внимание от OAS, която не припознава това правителство като легитимно.
Във Вашингтон е проведена извънредна среща в с участието на Зелая. Временното отстраняване на Хондурас е одобрено единодушно с 33 гласа – Хондурас не гласува. Това е първото временно отстраняване, предприето от OAS след това на Куба през 1962 г. на 1 юни 2011 г. с 32 гласа „за“, само един „против“ (Еквадор) и с Венецуела, която има определени резерви, Хондурас в крайна сметка е отново приет.

### Страни наблюдатели
Към май 2011 г. в OAS има 66 постоянни държави наблюдатели, включително и Европейския съюз.

## Официални езици
Официалните езици на Организацията са испански, английски, португалски и френски, националните езици на по-голямата част от членовете. Уставът, основният инструмент за управление на OAS, не засяга въпроса за употребата на официални езици. Тези указания могат да бъдат намерени в Правилника за дейността, според който се ръководят органите на OAS. Член 51 от Правилника за дейността на Генералната асамблея, Врховният орган на OAS, който се събира веднъж годишно, постановява, че английският, френският, португалският и испанският са четирите официални езика. Член 28 предвижда установяването на Комисия с представители на четирите официални езика, която да преглежда резолюциите и декларациите на Генералната асамблея. Член 53 гласи, че предложенията трябва да бъдат представяни на четирите официални езика. Правилникът за дейността и правилниците на другите органи, като Между-американския съвет за цялостно развитие, Между-американската комисия за жените, Между-американската комисия за контрол на наркозависимостта, Между-американската комисия по правата на човека и Между-американската правна комисия, и техническите органи на OAS, също упоменават четирите официални езика, на които трябва да се провеждат срещите им.
Въпреки че в редица от държавите членки има и други официални езици – холандски в Суринам, хаитянски креолски в Хаити, кечуа и аймара в Перу, Боливия и Еквадор, гуарани в Парагвай и др., те не са възприети за официални езици на Организацията.

## Генерални асамблеи
| Генерална асамблея | Място                                 | Дата                  |
| ------------------ | ------------------------------------- | --------------------- |
| 1-ва               | Сан Хосе, Коста Рика                  | 14 – 23 април 1971    |
| 2-ра               | Вашингтон (Окръг Колумбия), САЩ       | 11 – 21 април 1972    |
| 3-та               | Вашингтон (Окръг Колумбия), САЩ       | 4 – 15 април 1973     |
| 4-та               | Атланта, Джорджия, САЩ                | 19 април – 1 май 1974 |
| 5-а                | Вашингтон (Окръг Колумбия), САЩ       | 8 – 19 май 1975       |
| 6-а                | Сантяго де Чиле, Чили                 | 4 – 18 юни 1976       |
| 7-а                | Сейнт Джорджис, Гренада               | 14 – 22 юни 1977      |
| 8-а                | Вашингтон (Окръг Колумбия), САЩ       | 21 юни – 1 юли 1978   |
| 9-а                | Ла Пас, Боливия                       | 22 – 31 октомври 1979 |
| 10-а               | Вашингтон (Окръг Колумбия), САЩ       | 19 – 26 ноември 1980  |
| 11-а               | Кастрийс, Сейнт Лусия                 | 2 – 11 декември 1981  |
| 12-а               | Вашингтон (Окръг Колумбия), САЩ       | 15 – 21 декември 1982 |
| 13-а               | Вашингтон (Окръг Колумбия), САЩ       | 14 – 18 ноември 1983  |
| 14-а               | Бразилия, Бразилия                    | 12 – 17 ноември 1984  |
| 15-а               | Картахена, Колумбия                   | 5 – 9 декември 1985   |
| 16-а               | Гватемала, Гватемала                  | 11 – 15 ноември 1986  |
| 17-а               | Вашингтон (Окръг Колумбия), САЩ       | 9 – 14 ноември 1987   |
| 18-а               | Сан Салвадор, Салвадор                | 14 – 19 ноември 1988  |
| 19-а               | Вашингтон (Окръг Колумбия), САЩ       | 13 – 18 ноември 1989  |
| 20-а               | Асунсион, Парагвай                    | 4 – 8 юни 1990        |
| 21-ва              | Сантяго де Чиле, Чили                 | 3 – 8 юни 1991        |
| 22-ра              | Насау, Бахамски острови               | 18 – 23 май 1992      |
| 23-та              | Манагуа, Никарагуа                    | 7 – 11 юни 1993       |
| 24-та              | Белем, Бразилия                       | 6 – 10 юни 1994       |
| 25-а               | Монтрис, Хаити                        | 5 – 9 юни 1995        |
| 26-а               | Панама, Панама                        | 3 – 7 юни 1996        |
| 27-а               | Лима, Перу                            | 1 – 5 юни 1997        |
| 28-а               | Каракас, Венецуела                    | 1 – 3 юни 1998        |
| 29-а               | Гватемала, Гватемала                  | 6 – 8 юни 1999        |
| 30-а               | Уиндзор, Канада                       | 4 – 6 юни 2000        |
| 31-ва              | Сан Хосе, Коста Рика                  | 3 – 5 юни 2001        |
| 32-ра              | Бриджтаун, Барбейдос                  | 2 – 4 юни 2002        |
| 33-та              | Сантяго де Чиле, Чили                 | 8 – 10 юни 2003       |
| 34-та              | Кито, Еквадор                         | 6 – 8 юни 2004        |
| 35-а               | Форт Лодърдейл, Флорида, САЩ          | 5 – 7 юни 2005        |
| 36-а               | Санто Доминго, Доминиканска република | 4 – 6 юни 2006        |
| 37-а               | Панама, Панама                        | 3 – 5 юни 2007        |
| 38-а               | Меделин, Колумбия                     | 1 – 3 юни 2008        |
| 39-а               | Сан Педро Сула, Хондурас              | 2 – 3 юни 2009        |
| 40-а               | Лима, Перу                            | 6 – 8 юни 2010        |